# Iffelsdorf (Pfreimd)
Iffelsdorf ist ein Ortsteil der Stadt Pfreimd im Oberpfälzer Landkreis Schwandorf (Bayern).

## Geografie
Iffelsdorf liegt am Westufer der Naab gegenüber von Pfreimd auf dem Ostufer. Am südlichen Ortsrand von Iffelsdorf führt eine Brücke über die Naab nach Pfreimd. Auf der Iffelsdorf gegenüberliegenden Seite der Naab mündet die Pfreimd in die Naab. Mitten durch Iffelsdorf verläuft die Bahnstrecke Regensburg–Weiden. Iffelsdorf liegt 900 Meter südwestlich der Bundesautobahn 93, 1,4 Kilometer südöstlich der Bundesautobahn 6 und 700 Meter nordwestlich von Pfreimd. Südwestlich von Iffelsdorf erhebt sich der 517 Meter hohe Eixlberg mit der Wallfahrtskirche St. Barbara.

## Geschichte

### Früh- und Vorgeschichte
Die Gegend um Iffelsdorf ist bereits seit 12.000 v. Chr. besiedelt. Dies belegen archäologische Funde aus der Mittelsteinzeit, der Jungsteinzeit, der Bronzezeit, der Hallstattzeit und der Latènezeit. Bei Iffelsdorf wurden ein Spitznackbeil, mehrere Urnen mit beigegebenen verzierten Kleingefäßen und zahlreiche Scherben gefunden. Außerdem existieren bei Iffelsdorf Spuren von Hügelgräbern, Ringwallanlagen und in einem der Ringwälle Spuren des Bodens eines vorgeschichtlichen Hauses. Die Funde bezeugen eine Besiedelung durch Kelten in der Mitte des 1. Jahrhunderts v. Chr. und durch eine vorgermanische Bevölkerung.
Iffelsdorf liegt in einem Gebiet, in dem im 8. Jahrhundert slawische und deutsche Siedlungsbewegungen aufeinander stießen. Dies wird besonders durch die Ortsnamensforschung erläutert. Aus der ersten Siedlungsphase im 8. und 9. Jahrhundert stammen die Orte mit slawischen Namen, wie zum Beispiel Döswitz, Döllnitz, Köttlitz und Hohentreswitz, und die Orte mit deutschen Namen, die echten -Ing-Orte, wie zum Beispiel Nessating. Aus der zweiten Siedlungsphase im 10. und 11. Jahrhundert stammen die Dorf-Orte, wie zum Beispiel Haindorf, Saltendorf und Damelsdorf, die von deutschen Siedlern angelegt wurden.

### 13. bis 16. Jahrhundert
Iffelsdorf (auch: Ivelsdorf, Ivelstorf) wurde 1216 erstmals schriftlich erwähnt, als Graf Eberhard von Rotteneck, Besitzer des Ortes Pfreimd, einen Hof in Iffelsdorf der Alten Kapelle in Regensburg schenkte. 1280 wurde Iffelsdorf im Rahmen eines Tauschgeschäftes des Landgrafen Friedrich II. von Waldeck urkundlich erwähnt. Die Landgrafen Friedrich und Gebhard von Leuchtenberg verkauften ihre Burg Wernberg an Konrad von Paulsdorf. Dafür erhielten sie neben vielen anderen Gütern die Vogtei über einen Hof zu Iffelsdorf.
Im Urbar des Viztumamtes Straubing von 1300 wurde Iffelsdorf mit 7 Höfen als zur Herrschaft Pfreimd gehörig erwähnt. Von 1338 bis 1588 bestand in Pfreimd ein Eisenhammer. Das Roherz für diesen Eisenhammer wurde über eine in West-Ost-Richtung verlaufende Straße aus den Amberger Erzgruben herangeschafft. Diese Straße wurde „Hochstraße“ oder „Hohe Straße“ genannt. Sie verlief über Freudenberg, Kemnath am Buchberg, Trichenricht, Oberndorf, Saltendorf nach Iffelsdorf. Dort überquerte sie durch eine Furt die Naab und erreichte Pfreimd. Ihre Fortsetzung östlich von Pfreimd wurde „Erzstraße“ genannt. Sie führte über Köttlitz und Trausnitz zu den Eisenhämmern im oberen Pfreimdtal.
Im 1372 gab es ein Gericht in Pfreimd, zu dem die Ortschaften Iffelsdorf, Untersteinbach und Döllnitzmühle gehörten. Den Landgrafen von Leuchtenberg stand hier die Niedergerichtsbarkeit zu. Im Heidelberger Vertrag von 1546 wurde ihnen auch die Halsgerichtsbarkeit verliehen und von Kurfürst Friedrich II. von der Pfalz ausdrücklich anerkannt. Daraus ging das bis 1803 bestehende Stadtrichteramt Pfreimd hervor, zu dem Pfreimd, Iffelsdorf, Untersteinbach und Döllnitzmühle gehörten.
Im 16. Jahrhundert gehörten zum Stadtrichteramt Pfreimd außerhalb von Pfreimd insgesamt 30 Anwesen, davon
- 1 Mühle in Döllnitzmühle,
- 4 Höfe, 9 Güter und 3 Gütlein in Iffelsdorf,
- 3 Höfe, 1 Höflein, 3 Güter, 5 Gütlein und eine Mühle in Untersteinbach.[15]

### 17. und 18. Jahrhundert
1605 wurde mit großen Anstrengungen eine stabile Brücke über die Naab gebaut, die Iffelsdorf mit Pfreimd verband. Sie bestand bis 1633.
1621 fielen im Zuge des Dreißigjährigen Krieges 1621 Mansfeldische Truppen in Pfreimd ein. Sie besetzten und plünderten die Stadt und ihre Umgebung. 1631 landete der schwedische König Gustav II. Adolf auf deutschem Boden. Seine Truppen besetzten mit drei Regimentern Pfreimd und plünderten, verbrannten und drangsalierten die Stadt und ihre Umgebung.
Nach Abzug der Schweden versuchte Landgraf Maximilian Adam von Leuchtenberg in den Städten seines Herrschaftsgebietes alle waffenfähigen Männer aufzustellen, um kommende Angriffe auf die Städte abwehren zu können. Dabei wurden aus Iffelsdorf 16 Mannschaften gemustert: 6 Musketiere, 9 Hauswehrmänner und ein Hellebardier als Hauptmann.
Insgesamt bestand die Pfreimder Streitmacht 1631 aus 140 Männern. Als 1633 die Schweden wieder angriffen, wurde die Brücke, die vor 28 Jahren gebaut worden war, zerstört, um die Schweden aufzuhalten. Diese Aktion und die Abwehr durch die 140 Mann starke Abwehrtruppe hatten jedoch keinen Erfolg und Pfreimd wurde wieder besetzt. Dann konnte die Naab bei Iffelsdorf für die nächsten 250 Jahre nur auf behelfsmäßigen Bretter-Stegen und durch die Furt überquert werden. Diese Stege waren 60 bis 90 cm breit und hatten ein Geländer. Im Winter, wenn Eisgang auf der Naab die Stege bedrohte, wurden sie eingezogen und es verrichteten flache Kähne, sogenannte Zillen, den Fährbetrieb über die Naab. Dies war insbesondere notwendig, weil die Kinder aus Iffelsdorf nach Pfreimd eingeschult waren.
1634 brach die Pest aus und raffte große Teile der Bevölkerung dahin.
Im 18. Jahrhundert gab es in Iffelsdorf 20 Anwesen und ein Hirtenhaus.

### 19. und 20. Jahrhundert
1808 begann in Folge des Organischen Ediktes des Innenministers Maximilian von Montgelas in Bayern die Bildung von Gemeinden. Dabei wurde das Landgericht Nabburg zunächst in landgerichtische Obmannschaften geteilt. Iffelsdorf wurde Obmannschaft. Zur Obmannschaft Iffelsdorf gehörten: Iffelsdorf, Untersteinbach, Haindorf, Obersteinbach, Fraunberg, Ragenhof, Friedersdorf, Nessating, Döllnitz, Döllnitzmühle und Eixlberg.
Dann wurden 1811 in Bayern Steuerdistrikte gebildet. Dabei wurde Iffelsdorf Steuerdistrikt. Der Steuerdistrikt Iffelsdorf bestand aus den beiden Dörfern Iffelsdorf und Untersteinbach, der Einöde Ziegelhütte, der Wallfahrtskirche St. Barbara auf dem Eixlberg und den Staatswaldungen Eixlberg und Künstlberg, der Pfreimder Kirchwaldung im Kulm und dem Nabburger Spitalholz. Er hatte 43 Häuser, 285 Seelen, 160 Morgen Äcker, 60 Morgen Wiesen, 550 Morgen Holz, 2 Weiher, 20 Morgen öde Gründe und Wege, 4 Pferde, 60 Ochsen, 36 Kühe, 30 Stück Jungvieh, 80 Schafe und 36 Schweine.
Schließlich wurde 1818 mit dem Zweiten Gemeindeedikt die übertriebene Zentralisierung weitgehend rückgängig gemacht und es wurden relativ selbständige Landgemeinden mit eigenem Vermögen gebildet, über das sie frei verfügen konnten. Hierbei wurde Iffelsdorf Ruralgemeinde. Die Gemeinde Iffelsdorf bestand aus den Ortschaften Iffelsdorf mit 27 Familien, Untersteinbach mit 26 Familien, Ziegelhütte mit 1 Familie, Eixlberg mit 1 Familie, Fraunberg mit 6 Familien, Ragenhof mit 8 Familien und Obersteinbach mit 8 Familien und Pfreimd-Bahnhof. Im Grundsteuerkataster von 1842 erschien die Steuergemeinde Iffelsdorf mit 62 Hofgebäuden und 3785 Tagewerk Grund.
1863 wurde die Eisenbahnlinie Schwandorf–Weiden gebaut. Sie verläuft auf dem Westufer der Naab. Entsprechend lag der Bahnhof Pfreimd auf dem Westufer der Naab. Nun wurde doch eine eiserne Straßenbrücke über die Naab gebaut. 1920 verkehrte 6-mal täglich eine Postkutsche zwischen dem Bahnhof Pfreimd und der 1,5 Kilometer entfernten Ortschaft Pfreimd.
Von 1957 bis 1975 wurde am Südrand von Iffelsdorf eine großzügige Verbindungsstraße mit einer großen Brücke über die Naab und die Bahnlinie gebaut. Straße und Brücke verbanden den Raum Pfreimd mit dem Raum Saltendorf und Neunaigen. Der Bau der Brücke kostete 5 Millionen DM.
1972 wurde die Gemeinde Iffelsdorf in die Gemeinde Pfreimd eingegliedert.

## Bilder Iffelsdorf

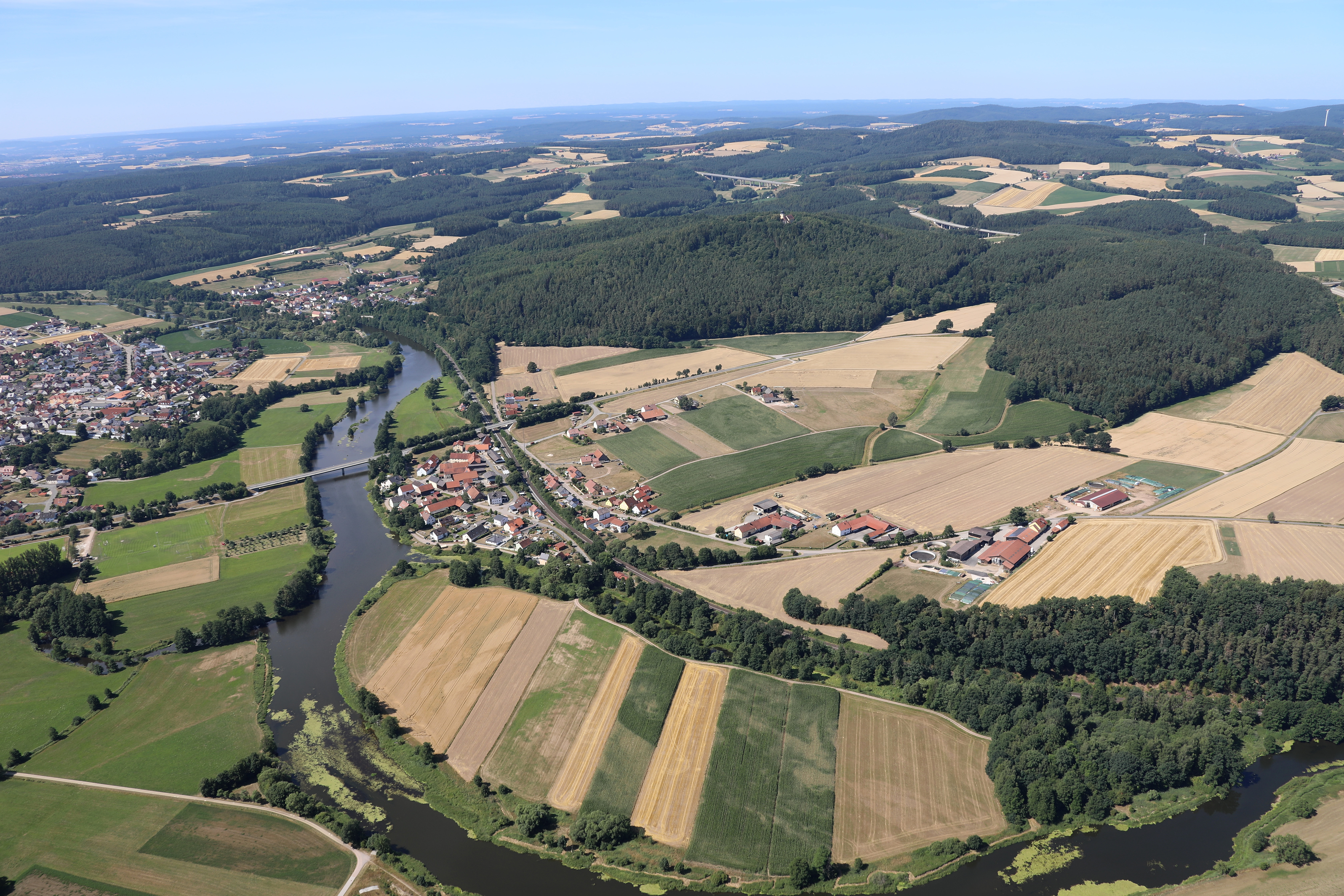
Iffelsdorf an der Naab (2022)
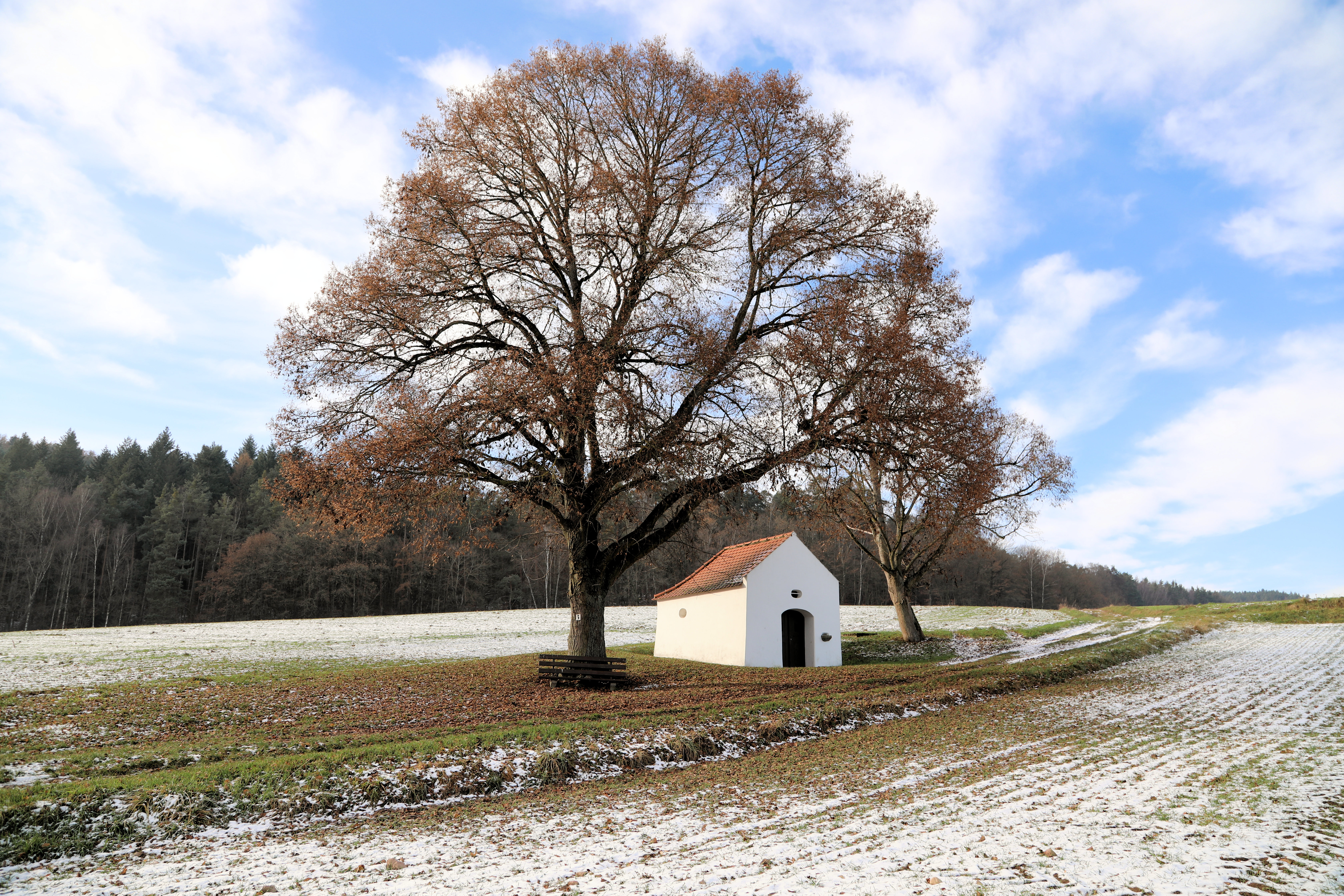
Steffl-Kapelle (2020)
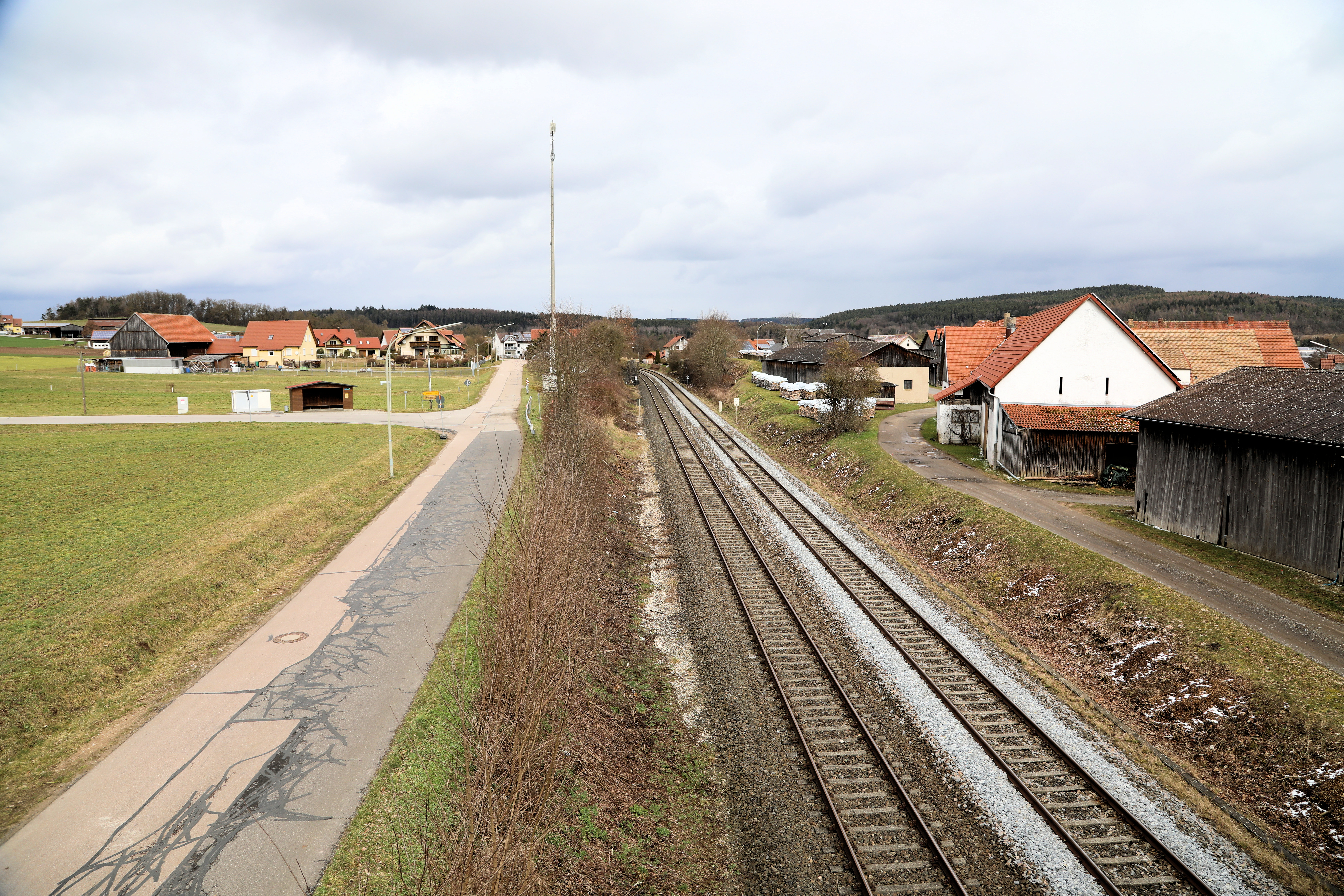
Bahnlinie in Iffelsdorf (2023)
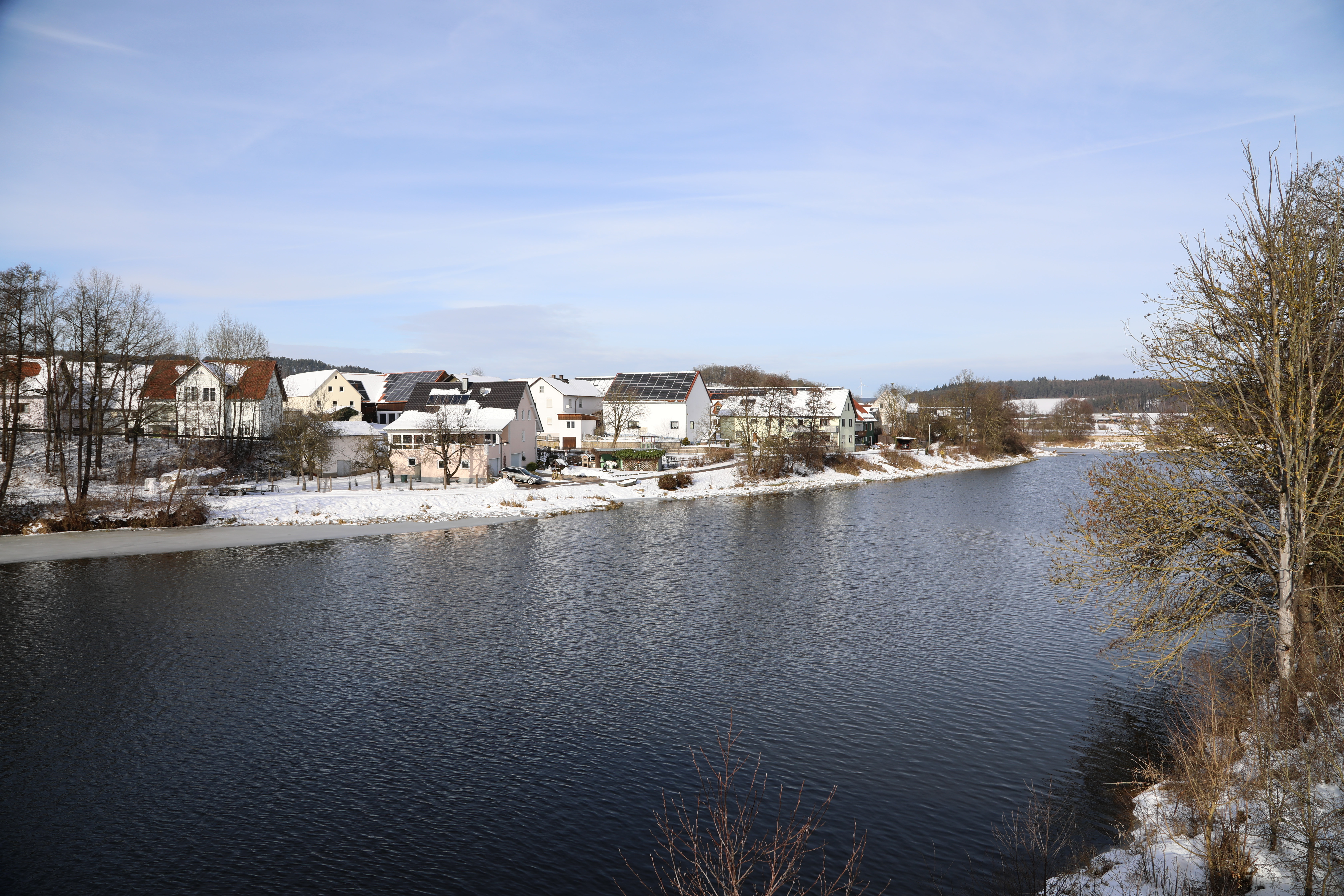
Iffelsdorf an der Naab (2021)

## Religion
Iffelsdorf gehört zur Pfarrei Pfreimd. Im 12. Jahrhundert (1150–1175) kamen die Grafen von Rotteneck in den Besitz von Pfreimd. Sie errichteten neben der Kirche in Pfreimd ein Kollegiatstift, dem sie auch ihre Güter in Iffelsdorf zuordneten. 1418 vermachte Landgraf Leopold (1404–1463) der Kirche in Pfreimd für 16½ Pfund Regensburger Pfennige und 26 Heller 5 Güter in Iffelsdorf.
Iffelsdorf besitzt keinen eigenen Friedhof. Die Verstorbenen von Iffelsdorf wurden bis 1533 in Pfreimd auf dem Friedhof rund um die Stadtpfarrkirche von Pfreimd beigesetzt. Durch Bevölkerungswachstum und verschiedene Epidemien war 1533 die Aufnahmekapazität dieses Friedhofes erschöpft. 1533 wurde am östlichen Stadtrand von Pfreimd ein neuer Friedhof in Betrieb genommen. Dort stand wahrscheinlich schon seit dem 13. Jahrhundert eine St.-Sigmund-Kirche. Auf deren Grundmauern wurde eine neue Kirche erbaut und 1616 eingeweiht. Anfang des 17. Jahrhunderts war auch dieser Friedhof zu klein geworden. Er wurde durch ein Gelände jenseits des Friedhofweges von Jahr zu Jahr erweitert.
1997 hatte Iffelsdorf 145 Katholiken.

## Einwohnerentwicklung ab 1631
| Jahr | Einwohner   | Gebäude |
| ---- | ----------- | ------- |
| 1631 | 130*        | 25*     |
| 1650 | 110*        | 23*     |
| 1715 | 250*        | 38*     |
| 1800 | 275*        | 46*     |
| 1819 | 27 Familien | k. A.   |
| 1828 | 130         | 20      |
| 1838 | 129         | 20      |
| 1864 | 138         | 43      |
| 1875 | 135         | 80      |
| 1885 | 153         | 22      |

| Jahr | Einwohner | Gebäude |
| ---- | --------- | ------- |
| 1900 | 136       | 24      |
| 1913 | 112       | 20      |
| 1925 | 149       | 23      |
| 1950 | 183       | 28      |
| 1961 | 142       | 28      |
| 1964 | 142       | 28      |
| 1970 | 177       | k. A.   |
| 1987 | 141       | 36      |
| 2011 | 175       | k. A.   |

 * in den Jahren 1631 bis 1800 zusammen mit Untersteinbach, der Anteil von Iffelsdorf beträgt etwa 30 %.

## Tourismus
Durch Iffelsdorf führt der Naabtal-Radweg. Mehrere Wanderwege führen von Iffelsdorf auf den Eixlberg. Neben der Wallfahrtskirche und der Lorettokapelle gibt es dort das ehemalige Mesnerhaus. Dieses diente bis in das 20. Jahrhundert verschiedenen Eremiten als Wohnhaus. In seinem Erdgeschoss befindet sich ein Restaurant und Wanderheim.